# Pàdua
|  | Per a altres significats, vegeu «Padua». |

Pàdua (en llatí Patavium, en vènet Pàdoa, en italià Padova) és una ciutat italiana que suposa és el centre econòmic i de comunicacions de la regió del Vèneto, al nord d'Itàlia. És la capital de la província de Pàdua, sobre el riu Bacchiglione, a 40 km a l'oest de Venècia i a 29 km al sud-est de Vicenza, amb una població de 211.985 (2004).
És en una zona plana. La ciutat és pintoresca, amb una densa xarxa de carrers que condueixen cap a la Plaça de l'Ajuntament. I té nombrosos ponts per creuar els diversos canals que passen per la ciutat. L'any 1997, el seu jardí botànic (Orto botanico) fou declarat Patrimoni de la Humanitat per la UNESCO.
Pàdua és una ciutat amb una vinculació molt important amb la vida universitària, atès que un terç de la seva població és estudiant. La Universitat de Pàdua, fundada el 1222, és una de les més antigues d'Europa i del món. Entre els seus professors més cèlebres destaquen Galileu i William Harvey.

## Història
Patavium (nom clàssic de Pàdua) fou una de les principals ciutat dels vènets (Venetia) a la vora del riu Medoacus (Brenta) a uns 45 km de la seva desembocadura.
La tradició diu que fou fundada per Antenor, escapat de Troia. Titus Livi, que va néixer a Abano, al costat de la ciutat, dona per bona la llegenda però diu que Antenor va arribar a la zona al capdavant dels veneti (vènets) que per alguns serien els henets o hènets que Homer diu que eren una tribu dels paflagons.
Probablement fou una ciutat dels vènets il·liris i fins i tot la seva capital. El 301 aC hi va fer una incursió l'espartà Cleònim que va desembarcar a la boca del riu Medoacus, però fou rebutjat pels habitants de Patavium amb moltes pèrdues. L'hostilitat amb els gals els va acostar a Roma, de la qual les ciutats dels vènets foren aliades.
El 171 aC encara romania nominalment com a ciutat independent i va demanar a Roma un arbitratge en un problema local, essent l'àrbitre el cònsol M. Aemilius. Cada vegada més vinculada a Roma fou la principal ciutat de la zona.
El 43 aC la ciutat, que ja era municipi romà, va prendre partit pel Senat contra Marc Antoni.
L'any 69 fou ocupada sense lluita pels generals de Vespasià, Primus i Varus. Progressivament va perdre importància enfront d'Aquileia i Mediolanum. El 452 fou saquejada per Àtila, que la va arrasar com va fer amb Concordia i Altinum i els fugitius de Patavium i altres llocs es van refugiar a les llacunes i progressivament van donar naixement a la ciutat de Venècia.
Es va recuperar penosament i sota els romans d'Orient (des del 540) tornava a ser ciutat important. Fou ocupada temporalment per Tòtila vers el 550 però fou perduda per Alboí el 568 i definitivament recuperada vers el 600 sota el rei Agilulf, contra qui es va revoltar la ciutat el 601. El cristianisme hi va entrar de la mà de Prosdòcim de Pàdua, considerat el primer bisbe local.
Després del 774 fou domini dels francs i a la dieta d'Aquisgrà del 828 el ducat i marquesat de Friül es va dividir en quatre comtats, un d'ells el de Pàdua. Després dels comtes les seves funcions foren exercides pels bisbes, probablement després del saqueig de la ciutat pels hongaresos el 899.
La comuna es va afermar al segle xi i va exercir el poder al segle xii. Va tenir guerres amb Venècia i Vicenza. Les famílies locals dels Camposampiero, Este i Di Romano es van repartir el poder. El 1174 la ciutat fou destruïda per un incendi i fou elegit un podestà per la reconstrucció: el primer de la casa d'Este.
El 1236 l'emperador va donar el poder a Ezzelino di Romano a Pàdua i altres ciutats. El juny del 1256 fou enderrocat amb ajut del Papa Alexandre IV i Pàdua va esdevenir república i es va apoderar de Vicenza fins que va passar als della Scala de Verona el 1311. El 1318 va passar als Carrara i el 1328 va tornar als della Scala fins al 1337.
Els Carrara hi van governar del 1337 al 1405 (excepte un període sota domini dels Visconti del 1388 al 1390). El 1387 l'anglès Acuto (John Hawkwood) va derrotar a Joan Ordelaffi de Verona a la batalla de Castagnaro. El 1405 va passar a Venècia que la va conservar fins al final de la República el 1797. Va passar a l'Arxiducat d'Àustria pel Tractat de Campo Formio, i el 1805 a França i va ser inclosa al Regne napoleònic d'Itàlia. El 1815 va formar part del Regne Lombardo-Vènet que va passar al Regne d'Itàlia el 1866.

## Comtes i bisbes de Pàdua
- Pere I 897- ?
- Ebone 904- ?
- Sibicone 911-917
- Turigarius 919- ?
- Valto 923- ?
- Pere II 931- ?
- Pere III ? -938
- Ardemann 940- ?
- Idelbert 942-952
- Desconegut 952-964
- Zeno 964-967
- Gauselin 967-992
- Orso 992-1015
- Desconegut 1015-1031
- Aistulf 1031- ?
- Brocard 1034-1037
- Desconegut 1037-1046
- Arnold 1046-1046
- Bernard Maltraversi 1047-1053
- Desconegut 1053-1057
- Verculf 1057-1064
- Olderic 1064-1083
- Milo 1083-1091
- Desconegut 1091-1096
- Pere IV Cisorcella 1096-1119
- Sinibald 1106-1124
- Desconegut 1124-1138
- República 1138-1237
- Ezzelino di Romano (de Verona, Trento, i Brèscia) 1237-1256
- República 1256-1318

## Senyors de Pàdua
- Jaume I Carrara 1318-1320
- Frederic II, emperador 1320-1328
- Marsili I Carrara 3 a 10 de setembre de 1328
- Cangrande I della Scala (de Verona 1308-29) 1328-1329
- Albert I della Scala (de Verona 1351-1352) 1329-1337
- Mastino I della Scala (de Verona 1329-1351) 1329-1337
- Marsili I Carrara (segona vegada) 1337-1338
- Ubertí Carrara 1338-1345
- Marsili II Carrara març-maig 1345
- Jaume II Carrara 1345-1350
- Jaumeta 1350-1355
- Francesc I Carrara 1350-1388
- Francesc II Carrara juny a novembre de 1388
- A Milà 1388-1390
- Francesc II Carrara (segona vegada) 1390-1405
- A Venècia 1405-1797
- A Àustria 1797-1805
- A França 1805-1814
- Regne Lombardo-Vènet 1814-1866
- A Itàlia 1866-1943
- Ocupació alemanya 1943-1945
- Ocupació aliada 1945-1948
- A Itàlia 1948

## Personatges il·lustres
Categoria principal: Paduans
- Titus Livi (Pàdua, 59 aC - 17 dC), historiador romà
- Quint Asconi Pedià (Pàdua, 9 aC - 76 dC), gramàtic i historiador romà
- Gai Valeri Flac (Pàdua, 45 - ¿?, 90), escriptor romà
- Publi Trasea Pet (Pàdua?, primer segle dC), senador romà
- Sant Antoni de Pàdua (Lisboa, 1195 - Pàdua, 1231), frare franciscà, teòleg i predicador catòlic
- Giacomo Rampini (1680-1760) compositor i mestre de capella
- Hugo Bassani (1851-[...?]) poeta i compositor musical.
- Giacomo Giuseppe Saratelli (1714-1762), mestre de capella de Sant Marc de Venècia i compositor.